# عبد الرحمن راشد (لاعب كرة قدم مواليد 1998)
عبد الرحمن راشد المضيحكي (مواليد 30 أبريل 1998) هو لاعب كرة قدم قطري يلعب في خط الوسط في نادي لوسيل.
لعب في الفئات السنية في نادي الدحيل ونادي الشحانية ونادي لوسيل ونادي الشمال.

## روابط خارجية
- عبد الرحمن راشد على موقع Soccerway.com (الإنجليزية)